# Дризул, Александр Арвидович
Александр Арвидович Дри́зул (Александрс Дризулис, латыш. Aleksandrs Drīzulis; 1920—2006) — советский и латвийский историк, государственный и партийный деятель.

## Биография
Родился 29 июня 1920 года в Пскове. В 1942 году окончил Московский историко-архивный институт. В 1949 году был назначен заместителем директора института истории АН Латвийской ССР. Член ВКП(б) с 1950 года. В 1963 году стал академиком АН Латвийской ССР, директором и академиком-секретарём Отделения общественных наук академии. В феврале 1970 года был избран членом бюро ЦК Коммунистической партии Латвии и секретарём ЦК. В 1985—1989 годах занимал должность председателя ВС Латвийской ССР. Умер 17 июля 2006 года.

## Труды
Основные научные работы посвящены революционному движению в Латвии и социально-экономическому развитию Прибалтики. Труды: в серии — Apcerējumi par Latvijas PSR vēsturi, t. 18—20, 23, 24, Rīga, 1948—52; «История Латвийской ССР», тома 2—3, Рига, 1955—59 (соавтор); «Очерки истории рабочего движения в Латвии (1920—1940 гг.)», М., 1959; «Борьба за Советскую власть в Прибалтике», М., 1967 (соавтор); «Ленин и революционное движение в Латвии», Рига, 1969.

## Награды и премии
- Орден Ленина (1.07.1980)[5]
- ордена Трудового Красного Знамени (1971, …)
- медали
- Государственная премия Латвийской ССР (1967)